# Organismo unicelular
Um organismo unicelular é um organismo que consiste em apenas uma célula, ao contrário de um organismo pluricelular que consiste de várias células. Estes organismos surgiram cedo no planeta Terra, dentro de algumas centenas de milhões de anos no Arqueano.
Os organismos unicelulares que se movem são às vezes referidos como “mônadas” ou “mónades”. Os principais grupos de organismos unicelulares são as bactérias, a archaea, os protozoários, as algas e os fungos unicelulares. Os organismos unicelulares se dividem em duas categorias gerais: organismos procariotas e organismos eucariótica. Acredita-se que os organismos unicelulares sejam a forma de vida mais antiga. Ela  começou rapidamente em nosso planeta, dentro de algumas centenas de milhões de anos há 3,8 bilhões de anos.
Os procariotas, a maior parte dos protistas e alguns fungos são unicelulares. Apesar de alguns destes organismos viverem em  colônias, eles ainda são unicelulares. Estes organismos vivem em conjunto e cada célula na colónias é a mesma. No entanto, cada célula deve realizar todos os processos vitais a fim de que a célula sobreviva. Em contraste, mesmo as mais simples organismos multicelulares têm células que dependem umas das outras para sobreviver.
Alguns organismos são parcialmente uni e multicelulares, como o Dictyostelium discoideum. Outros podem ser unicelulares e multinucleados, como Myxogastria e o Plasmodium.
A maioria dos organismos unicelulares são microscópicos, portanto, são classificados como microorganismos. No entanto, alguns protistas unicelulares e bactérias são macroscópicos, visíveis a olho nu. Exemplos incluem:
- Xenophyophora, protozoários do filo Foraminifera, são os maiores exemplos conhecidos, a Syringammina fragilissima alcança diâmetro de até 20 cm.[6]
- Nummulita, foraminiferos.
- Valonia ventricosa,uma alga da classe Chlorophyceae, pode chegar a diâmetro de 1 a 4 cm.[7][8]
- Acetabularia, alga.
- Caulerpa, alga.[9]
- Gromia sphaerica, ameba.
- Thiomargarita namibiensis é a maior bactéria, atingindo diâmetro de até 0,75 mm.
- Epulopiscium fishelsoni, uma bactéria.
- Drosophila Mirkogaster, uma ameba.

## Galeria

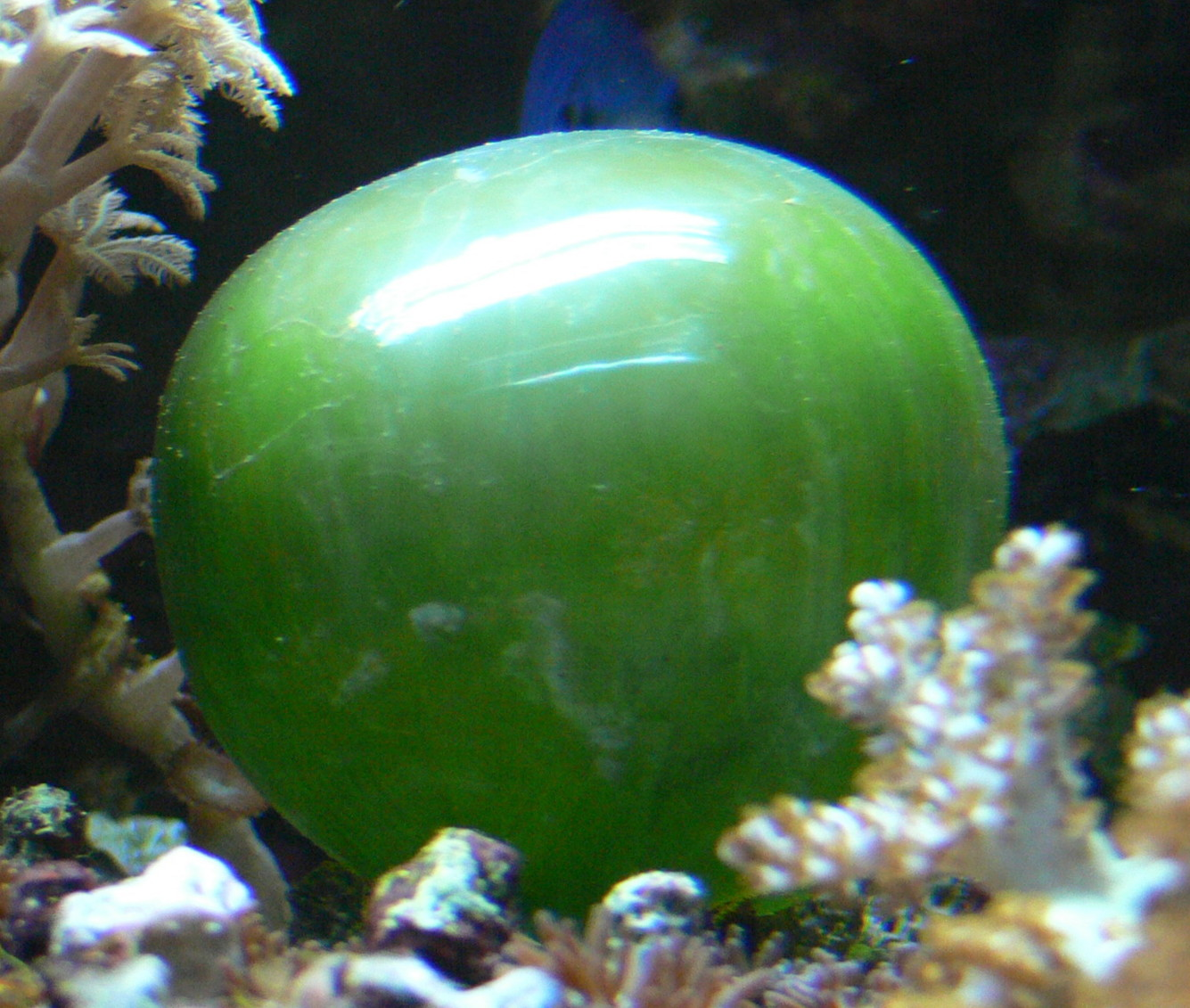
Valonia ventricosa
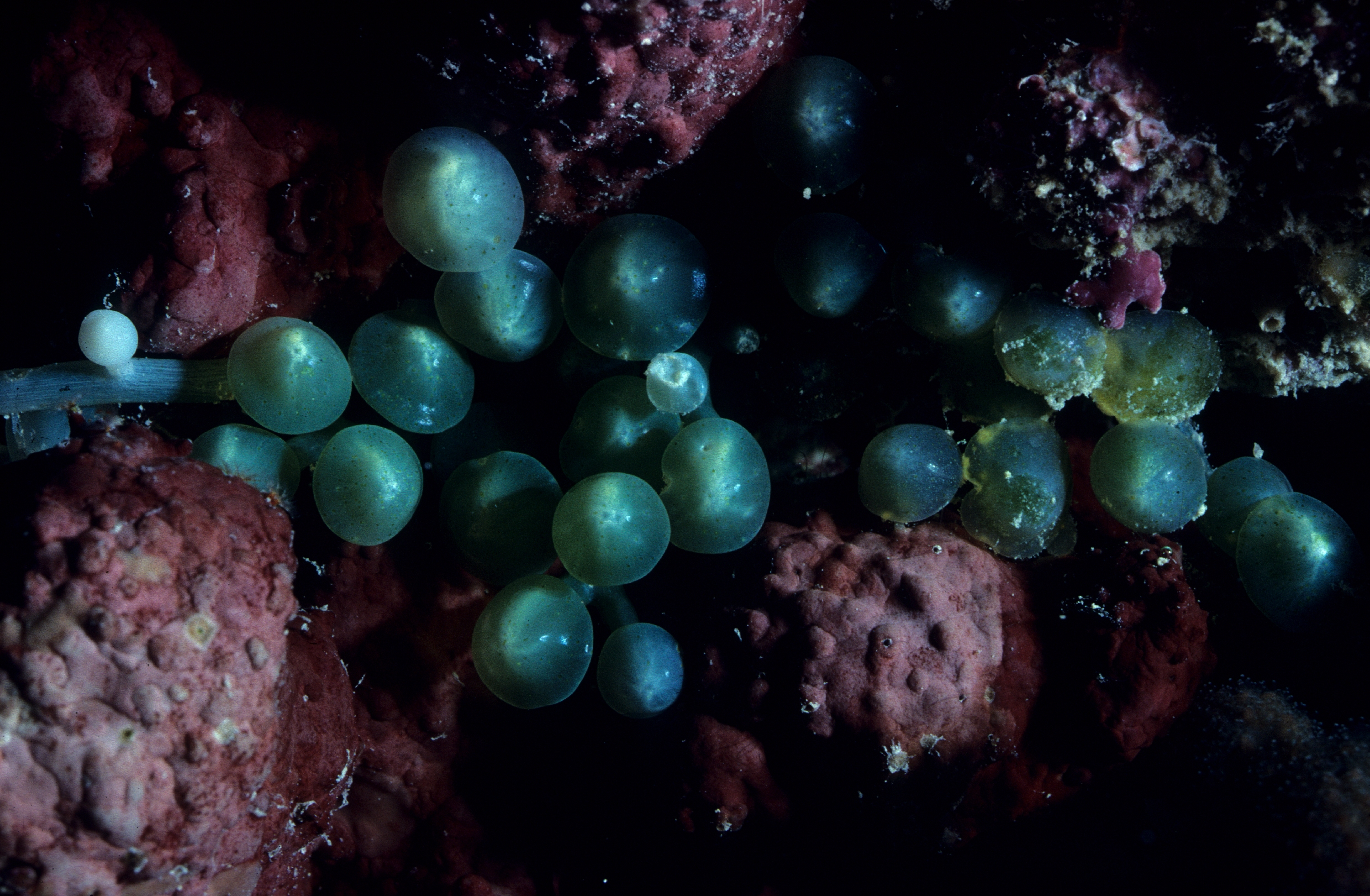
Caulerpa, Caulerpa racemosa
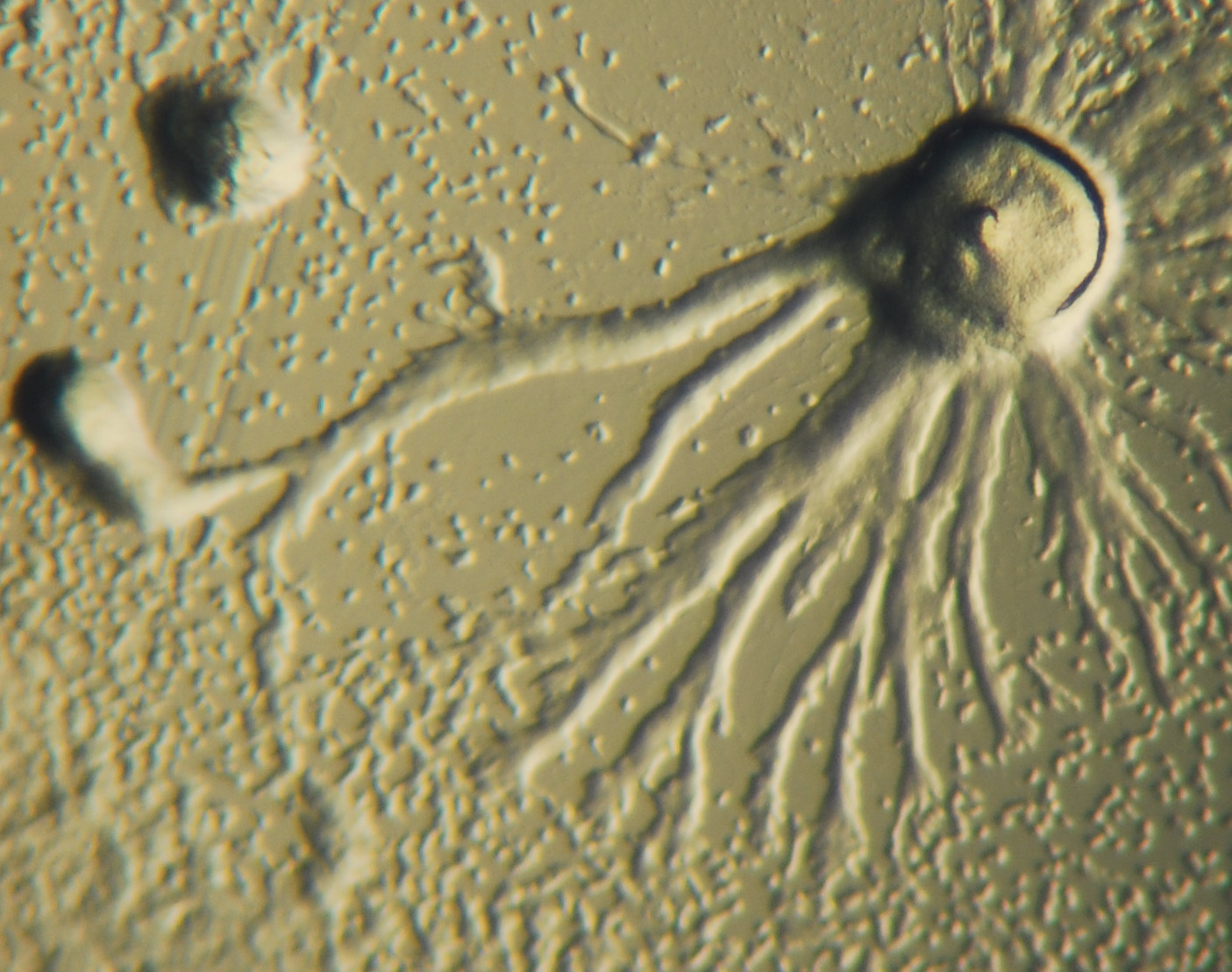
Dictyostelium discoideum
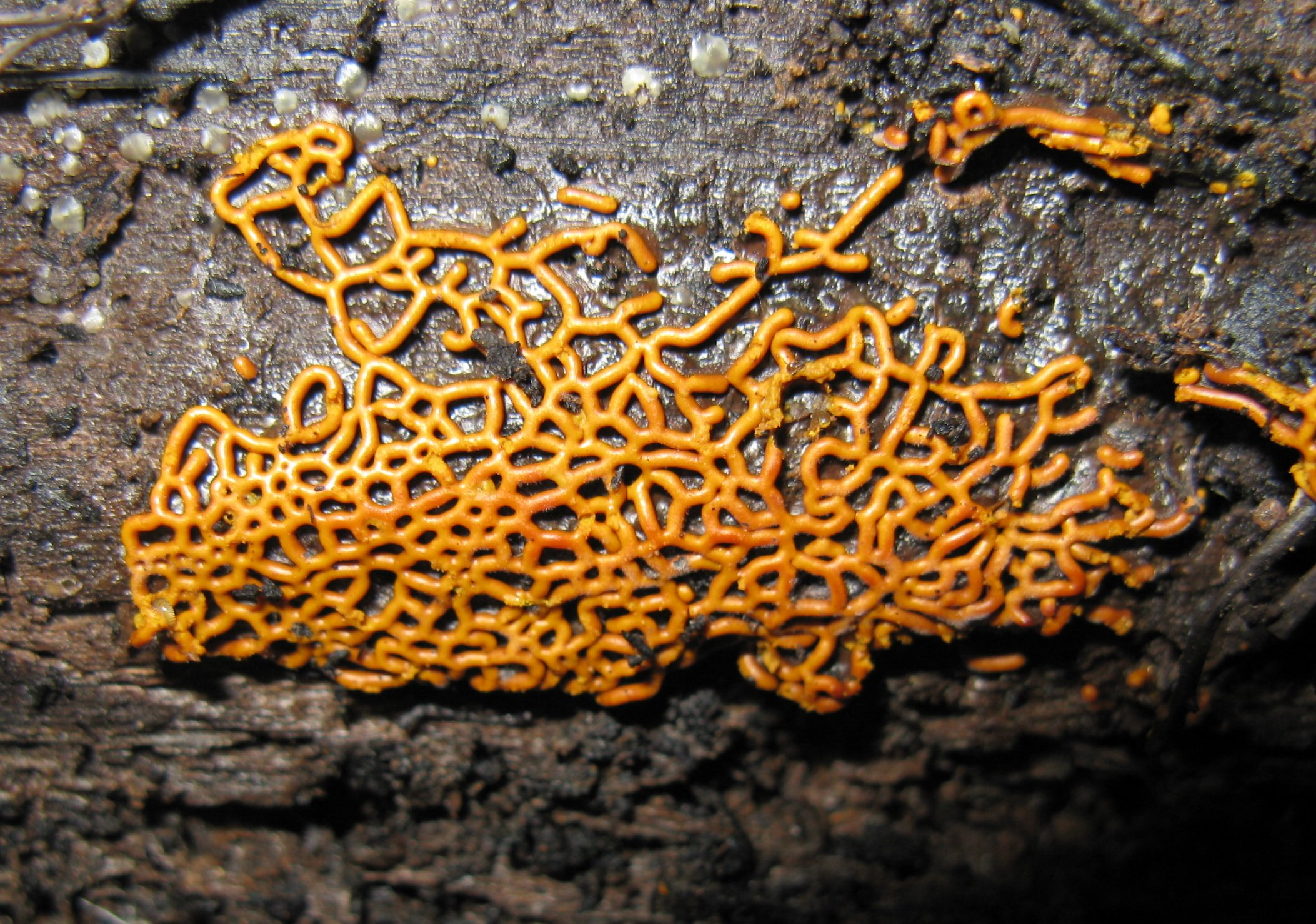
Hemitrichia serpula gênero espécie de Myxogastria